# 国土地理院
国土地理院（日语：／）是日本依國土交通省設置法及測量法設立的国土交通省特别机关，主要负责日本国土测绘工作。

## 概要
除了負責日本國內「所有測量的基礎測量」（基本測量），也協助對其他國家行政機關與公共團體的公共測量進行指導。另也參與空間資訊的國際標準化，以及聯合國地名標準化會議、聯合國地名專家小組等國際會議、宇宙測地與重力測量等國際業務、以國家地圖製作機構的身分進行國際合作等等。此外，測量士試驗、測量士補試驗、測量士登錄行政等也是業務範圍。
國土地理院是國家的基本地圖「地形圖」的發行單位，以此為基礎製作的「全國都道府縣市區町村別面積調」（页面存档备份，存于）是地方交付稅法規定的地方行政所需經費的計算基礎。根據災害對策基本法第2條第3號及武力攻撃事態法第2條第4號規定，在地震、火山噴發等災害與武力攻撃事態等情況時，國土地理院作為指定行政機關須提供地形圖與空拍圖等地理空間資訊，並負責全球衛星導航系統測量等災害觀測。

### 英文譯名
1949年的地理調査所時代使用Geographical Survey Institute（簡稱GSI），2010年4月1日起改為Geospatial Information Authority of Japan（簡稱同為GSI）。

### 組織
國土地理院的內部組織由國土交通省設置法、國土交通省組織令與國土地理院組織規則所規定。
- 本院 茨城縣筑波市
  - 院長
    - 參事官
    - 主任監査官
    - 監査官
    - 適正業務管理官
    - 防災企劃調整官

  - 總務部長
    - 調整官
    - 調査官
    - 人事計畫官
    - 預算調整官
    - 契約管理官
    - 福利厚生官
    - 總務課長
    - 人事課長
    - 會計課長
    - 契約課長
    - 厚生課長
    - 廣報聽室長
    - 政策調整室長

  - 企劃部長
    - 地理空間情報國際標準分析官
    - 地理空間情報活用推進分析官
    - 研究企劃官
    - 地理空間情報政策調整官
    - 企劃調整課
    - 技術管理課
    - 測量指導課
    - 國際課
    - 地理空間情報企劃室
    - 防災推進室

  - 測地部長
    - 測地技術調整官
    - 計畫課
    - 測地基準課
    - 物理測地課
    - 宇宙測地課
    - 地理空間情報部長
    - 電子國土調整官
    - 企劃調査課
    - 情報企劃課
    - 情報服務課
    - 情報普及課
    - 情報系統課

  - 基本圖情報部長
    - 國土基盤情報調整官
    - 管理課
    - 國土基本情報課
    - 基本圖課
    - 地名情報課
    - 畫像調査課
    - 地圖情報技術開發室
    - 應用地理部長
    - 環境地理情報企劃官
    - 企劃課
    - 地理調査課
    - 地理情報處理課

  - 測地觀測中心長
    - 地震調査官
    - 衛星測地課
    - 電子基準點課
    - 地殻監視課

  - 地理殻活動研究中心長
    - 地理殻活動總括研究官究官
    - 測量新技術研究官
    - 研究管理課
    - 地殻變動研究室
    - 宇宙測地研究室
    - 地理情報解析研究室
- 北海道地方測量部（管轄：北海道） 北海道札幌市
- 東北地方測量部（管轄：青森、岩手、宮城、秋田、山形、福島） 宮城縣仙台市
- 關東地方測量部（管轄：茨城、栃木、群馬、千葉、埼玉、東京、神奈川、長野、山梨） 東京都千代田區
- 北陸地方測量部（管轄：新潟、富山、石川、福井） 富山縣富山市
- 中部地方測量部（管轄：岐阜、靜岡、愛知、三重） 愛知縣名古屋市
- 近畿地方測量部（管轄：滋賀、京都、大阪、兵庫、奈良、和歌山） 大阪府大阪市
- 中國地方測量部（管轄：鳥取、島根、岡山、廣島、山口） 廣島縣廣島市
- 四國地方測量部（管轄：德島、香川、愛媛、高知） 香川縣高松市
- 九州地方測量部（管轄：福岡、佐賀、長崎、大分、熊本、宮崎、鹿兒島） 福岡縣福岡市
- 沖繩支所（管轄：沖縄） 沖繩縣那霸市

以下為無人據點。
- 水澤測地觀測所 岩手縣奥州市
- 鹿野山測地觀測所 千葉縣君津市（鹿野山山頂）
- 忍路驗潮場（日语：験潮場） 北海道小樽市忍路町
- 奥尻驗潮場 北海道奥尻郡奥尻町
- 淺蟲驗潮場 青森縣青森市淺蟲
- 男鹿驗潮場 秋田縣男鹿市戶賀鹽濱
- 鼠關驗潮場 山形縣鶴岡市鼠關
- 飛島驗潮場 山形縣酒田市飛島
- 相馬驗潮場 福島縣相馬市原釜
- 勝浦驗潮場 千葉縣勝浦市興津
- 油壺驗潮場 神奈川縣三浦市三崎町
- 小木驗潮場 新潟縣佐渡市
- 柏崎驗潮場 新潟縣柏崎市鯨波
- 三國驗潮場 福井縣坂井市三國町
- 輪島驗潮場 石川縣輪島市輪島崎町
- 伊東驗潮場 靜岡縣伊東市富戶
- 田子驗潮場 靜岡縣賀茂郡西伊豆町
- 燒津驗潮場 靜岡縣燒津市中港
- 鬼崎驗潮場 愛知縣常滑市港町
- 海南驗潮場 和歌山縣海南市冷水
- 田後驗潮場 鳥取縣岩美郡岩美町
- 須佐驗潮場 山口縣萩市
- 久禮驗潮場 高知縣高岡郡中土佐町
- 仮屋驗潮場 佐賀縣東松浦郡玄海町
- 細島驗潮場 宮崎縣日向市細島町
- 阿久根驗潮場 鹿兒島縣阿久根市波留
- 沖繩驗潮場 沖繩縣南城市
- 新十津川宇宙測地觀測場
- 父島VLBI觀測局
- 姶良VLBI觀測局
- 石岡測地觀測局 茨城縣石岡市

## 沿革

### 明治至二戰

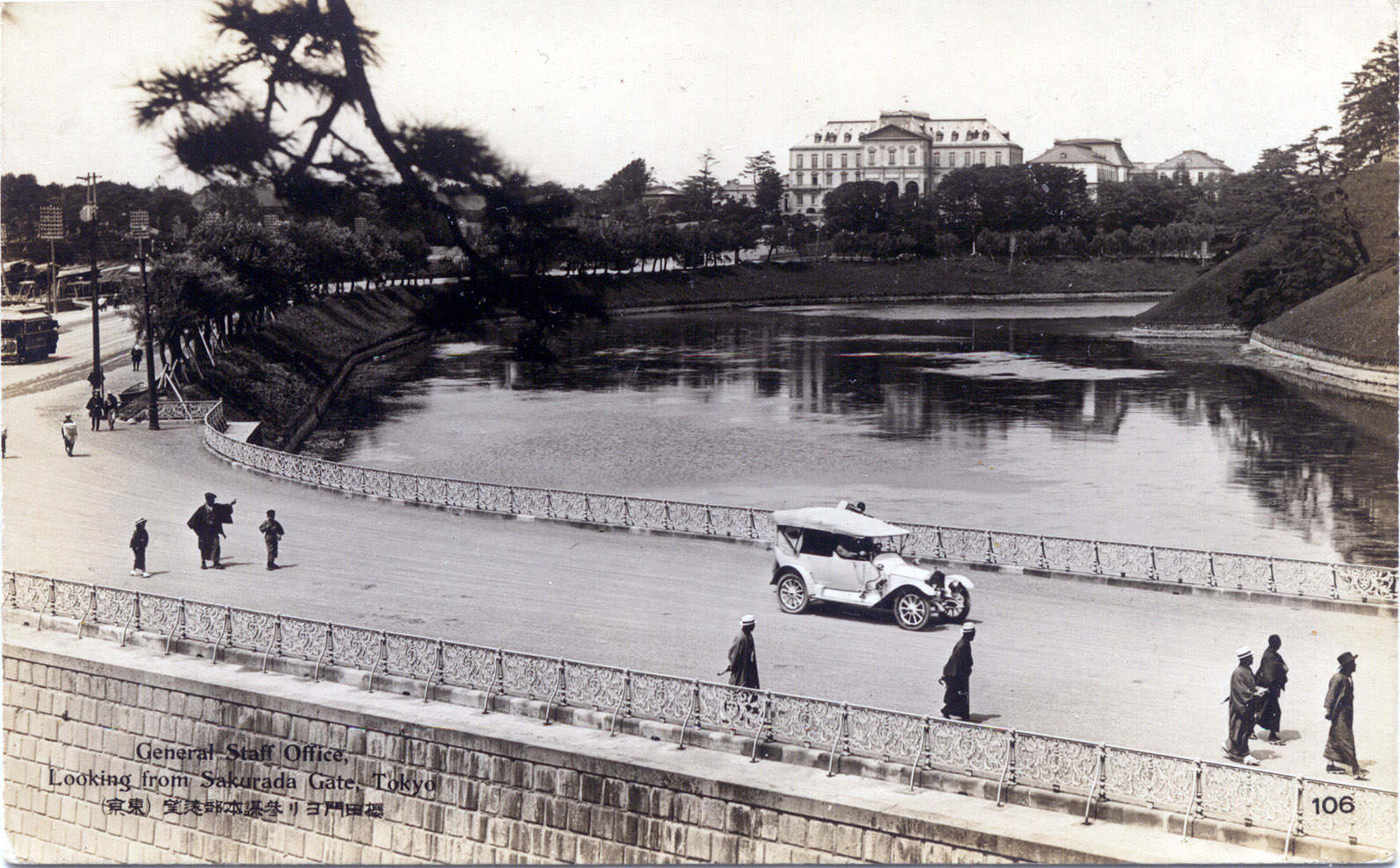
櫻田門所見的陸地測量部所在廳舍。

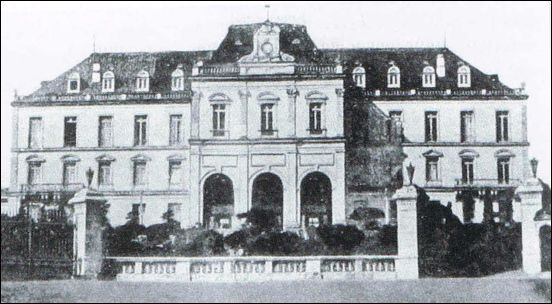
陸地測量部正面

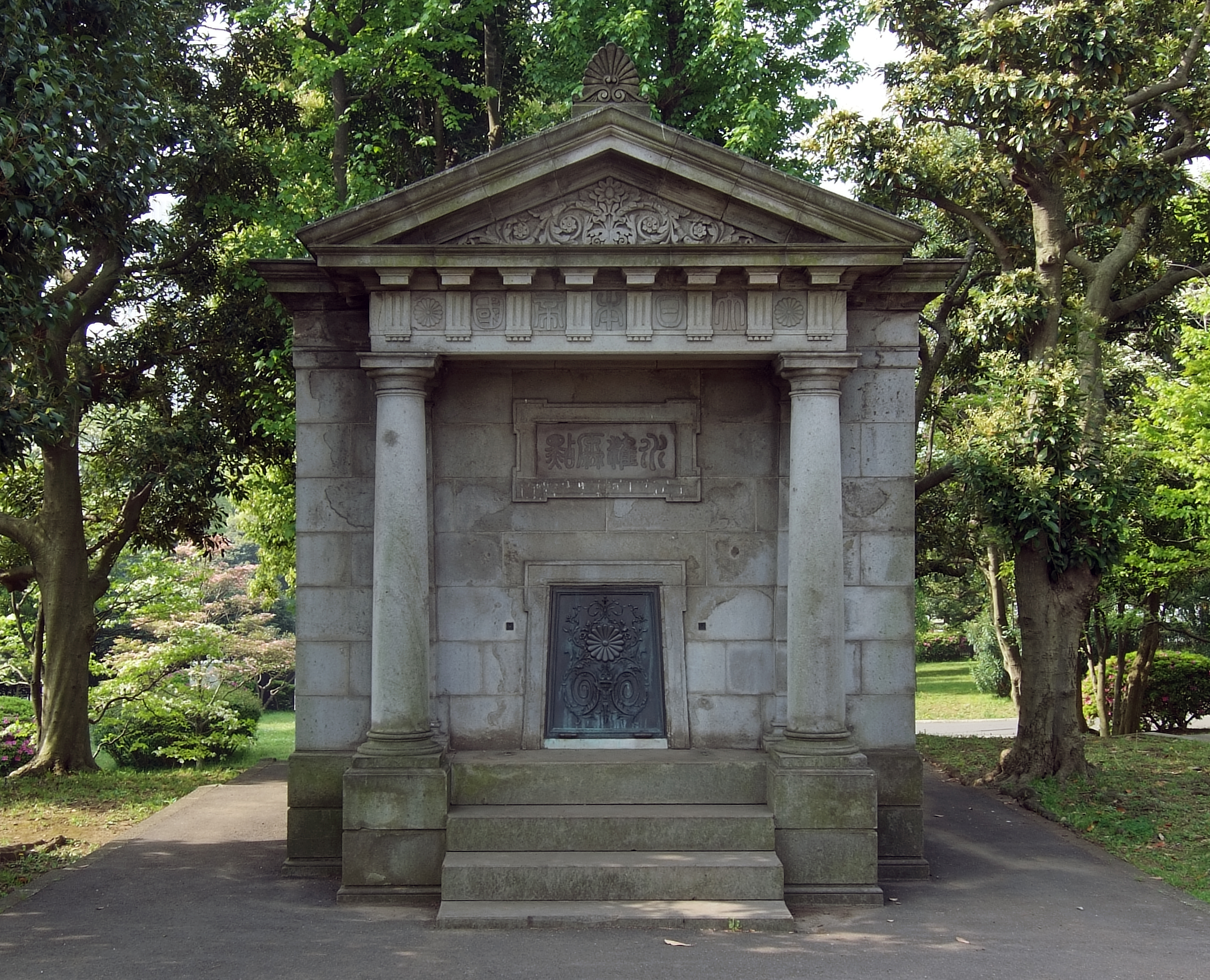
日本水準原點。陸地測量部時代所建設。

1869年6月（明治2年5月）成立的民部官庶務司戶籍地圖掛（页面存档备份，存于）是國土地理院的起源。戶籍地圖掛在翌年1870年（明治3年）擴張為民部省地理司，1871年（明治4年）民部省廢止後暫由大藏省租稅寮管轄，1873年內務省成立後的隔年1月下設地理寮。同年8月整合工部省的測量司（明治4年8月14日設置）及太政官正院內史地誌課（前身為明治4年6月8日設置的太政官政表課）的業務，1877年（明治10年）更名為內務省地理局，主要業務為全國大三角測量與地籍調査。
另一方面，1871年（明治4年）7月兵部省設立陸軍參謀局與間諜隊。翌年2月，兵部省分為陸軍、海軍兩省，陸軍參謀局成為陸軍省參謀局。1873年（明治6年）4月成為陸軍省第六局掌管陸軍文庫、測量地圖等，翌年再更名為參謀局。接著1878年（明治11年）12月，陸軍省參謀局廢止，擴充為參謀本部地圖課、測量課。
這段期間，一時期日本的地理測量呈現內務省地理局與參謀本部測量課並行的雙軌制。1884年（明治17年）6月26日，大三角測量業務移交給參謀本部，內務省地理局以地誌編纂為主。同年9月，參謀本部地圖課、測量課擴充為測量局。1888年（明治21年）5月，制定陸地測量部條例（明治21年5月勅令第25號），測量局成為本部長直屬的陸地測量部，從此至1945年（昭和20年）終戰為止，全國規模的測量由陸地部進行。同年東京大空襲後，測量部撤往長野縣松本盆地。

### 戰後
戰後，陸軍參謀本部第二部參謀渡邊正少佐以「戰後復興需要地圖作成機關」而致力將陸地測量部改為民間組織。「內務省官制中改正之件」（昭和20年勅令第502號）施行後，廢止陸地測量部令（昭和16年勅令第505號。明治21年5月勅令第25號修正），陸地測量部解散，1945年（昭和20年）9月1日成立內務省地理調査所。翌年從長野縣遷至千葉縣千葉市稻毛（舊千葉陸軍戰車學校用地，昭和33年再至東京目黑）。1948年（昭和23年）1月1日改為建設院地理調査所，同年7月10日再改為建設省地理調査所，1960年（昭和35年）7月1日更名為現在的國土地理院。之後1984年（昭和59年）7月1日，依據國家行政組織法修正，成為建設省的特別機關，之後中央省廳再編成為國土交通省特別機關。
1979年（昭和54年），國土地理院從東京目黑移往現址（當時為筑波郡谷田部町）。1996年（平成8年）6月1日開設「地圖與測量科學館」。

## 地形等正式名稱
島名與海峽名等是由國土地理院與海上保安廳協議訂定的名稱，也是日本的「正式名稱」。然而「正式名稱」不一定是居民與自治體所使用的名稱。如周防大島的正式名為屋代島。
山名等則沒有類似制度。